# Lazzaretto di Messina
(Cajo Domenico Gallo, 1743)
Il lazzaretto di Messina sorge per la necessità della presenza di un ospedale specifico contro le malattie trasmesse attraverso contagio (l'epidemiologia delle quali non era ancora definita) nella città di Messina. Esso non ha i caratteri di un ospedale generale bensì nasce con la esclusiva finalità di accogliere soggetti portatori di malattie contagiose, unitamente alle loro mercanzie, per limitarne la diffusione e per prevenire le epidemie. Visto nel disegno generale dell'assistenza sanitaria, il lazzaretto, dunque, si può considerare un istituto destinato ad accogliere malattie ad origine incerta (peste, colera, lebbra) ma a rapida diffusione nella popolazione e ad elevata mortalità. 

## Descrizione
Il primo nucleo per l'edificazione del Lazzaretto di Messina fu istituito dalla Corporazione dei portuali intorno al 1371 su un'isoletta poco distante dal porto. Tale luogo che, nell'anno successivo, ad opera dei Senatori, divenne un grande baraccamento per i malati, per i convalescenti, per gli impiegati. Disponeva di un ufficio con cappella. Esso si distingueva in ‘puro’, destinato ai servizi generali, ed ‘impuro’, in cui venivano ricoverati o messi in quarantena i sospetti di contagio. La ‘quarantena’ rappresentava già allora una fase di prevenzione delle malattie infettive definita oggi, appunto, ‘isolamento’. Il termine ‘quaranta giorni’ era legato a credenze di origine medievale in quanto tale lasso di tempo veniva considerato un limite tra le malattie acute e quelle croniche. La zona prescelta fu quella del braccio di San Raineri (già dall'epoca araba esisteva in quell'area una baraccopoli per i malati di peste ed un cimitero di cui ci si avvaleva nei periodi luttuosi di pestilenza), l'attuale zona falcata del porto di Messina: il lazzaretto, infatti, doveva essere costruito fuori da città e centri abitati. 
Inoltre, ‘per l'edificazione, occorreva tener conto del predominio dei venti: secondo la teoria umorale delle malattie, queste erano l'effetto di putrefazione degli umori e pertanto il lazzaretto non doveva essere esposto all'azione di venti a provenienza occidentale, perché questi, definiti putridi, potevano facilmente diffondere il contagio'. (anche a Milazzo, durante l'epidemia di peste del 1565 e , poi, dal 1575, venne adattata a lazzaretto la grotta Polifemo, sulla spiaggia di Ponente, per lo stesso motivo). Benché fosse stato proposto di affiancare al lazzaretto di osservazione, un lazzaretto di spurgo, indubbiamente più complesso del primo, il lazzaretto di Messina restò sempre lazzaretto di osservazione. Nel periodo di tempo che va dalla fine del XVII secolo ed il 1743 (anno di persistente epidemia di peste bubbonica, forse l'ultima in ordine di tempo occorsa in Messina), si può ritenere che il lazzaretto abbia contribuito ad evitare il reimpianto di fenomeni epidemici nella città, almeno relativamente al periodo su ricordato.

## Cronologia
Volendo riassumere le fasi cronologiche dell'edificazione del lazzaretto di Messina, esse si possono così suddividere:
- 1371 Primo nucleo del lazzaretto ad opera della Corporazione dei portuali, nella zona falcata del porto.
- 1575 Edificazione del lazzaretto in occasione dell'epidemia di peste (a sud della lanterna, nelle vicinanze del luogo dove poi sorse la Cittadella)
- 1622 Edificazione del lazzaretto autorizzato a San Raineri da parte di Emanuele Filiberto di Savoia, viceré di Sicilia fino al 1624 (La struttura muraria costruita nel porto era unita alla terraferma attraverso un pontile).
- 1695 Edificazione del lazzaretto ad opera del Viceré di Sicilia Juan Francisco Pacheco, duca di Uzeda, poiché il lazzaretto preesistente aveva subito notevoli mutilazioni a seguito della rivolta antispagnola del 1674. Il nuovo lazzaretto sorse più a nord del precedente.
- 1743 Edificazione del lazzaretto con una struttura muraria imponente e rispondente ai criteri dell'edilizia sanitaria dell'epoca
- 1751 Intervento da parte del viceré Eustachio di Laviefuille. Il lazzaretto fu poi oggetto di restauro dopo la rivolta antispagnola e dopo il terremoto del 1783 per essere stato parzialmente demolito.
- 1786 Con Editto Reale del 28 gennaio 1786 fu istituito un lazzaretto al quale furono conferiti particolari poteri alla deputazione della salute, al punto da avere competenze sul territorio esteso da Patti a Catania. L'Editto si compone di due parti che comprendono rispettivamente VIII e XVII capitoli e può essere ritenuto un modello ragionato di organizzazione sanitaria sia nei rapporti tra il lazzaretto e l'esterno, che per quanto attiene all'interno dello stesso lazzaretto.
- 1882, il lazzaretto, perduta la sua funzione, fu mutato in magazzino per deposito di carbone e petrolio.

Il 6 febbraio 1889 venne approvato il nuovo piano regolatore di Messina che prevedeva lo sviluppo urbano della città verso sud per cui, in una parte dell'estensione del lazzaretto, si diede inizio ai lavori di costruzione del bacino di carenaggio.
Con il sisma del 1908, la struttura muraria del lazzaretto ne risentì, anzi in parte fu distrutta dal terremoto: ciò che rimase fu destinato ad uffici pubblici (municipio e prefettura).
Tra il 1924 ed il 1937, con la ricostruzione del porto, e poi dopo lo scoppio della seconda guerra mondiale, avvenne gradualmente la scomparsa definitiva del lazzaretto di Messina. Nella zona di attracco delle antiche navi oggi resta solo un pontile.